# Алексеевская (Коношский район)
Алексеевская — деревня в Коношском районе Архангельской области. Входит в состав Ерцевского сельского поселения.

## География
Находится в юго-западной части Архангельской области на расстоянии приблизительно 26 км на юг-юго-запад по прямой от административного центра района поселка Коноша.

## История
В 1859 году здесь (деревня Кадниковского уезда Вологодской губернии) было учтено 16 дворов.

## Население
Численность населения: 127 человек (1859 год), 2 (русские 100 %) в 2002 году, 4 в 2010.